# Bredene Koksijde Classic
Bredene Koksijde Classic (Handzame Classic indtil 2018) er et belgisk endagsløb i landevejscykling som arrangeres hvert år i slutningen af marts. Løbet er blevet arrangeret siden 2011. Løbet er af UCI klassificeret med 1.Pro og er en del af UCI ProSeries. 

## Vindere
| År                       | Vinder               | Toer                 | Treer            |        |
| ------------------------ | -------------------- | -------------------- | ---------------- | ------ |
| Handzame Classic         |                      |                      |                  |        |
| 2011                     | Steve Schets         | Kenny van Hummel     | Niko Eeckhout    |        |
| 2012                     | Francesco Chicchi    | Marcel Kittel        | Adam Blythe      |        |
| 2013                     | Kenny Dehaes         | Kenny van Hummel     | Danny van Poppel |        |
| 2014                     | Luka Mezgec          | Theo Bos             | Edward Theuns    |        |
| 2015                     | Gianni Meersman      | Antoine Demoitié     | Tiesj Benoot     |        |
| 2016                     | Erik Baška           | Dylan Groenewegen    | Gianni Meersman  |        |
| 2017                     | Kristoffer Halvorsen | Adam Blythe          | Kenny Dehaes     |        |
| 2018                     | Álvaro Hodeg         | Kristoffer Halvorsen | Pascal Ackermann |        |
| Bredene Koksijde Classic |                      |                      |                  |        |
| 2019                     | Pascal Ackermann     | Kristoffer Halvorsen | Álvaro Hodeg     |        |
| 2020                     | aflyst               | aflyst               | aflyst           | aflyst |
| 2021                     | Tim Merlier          | Mads Pedersen        | Florian Sénéchal |        |
| 2022                     | Pascal Ackermann     | Hugo Hofstetter      | Tim Merlier      |        |
| 2023                     | Gerben Thijssen      | Pascal Ackermann     | Sam Welsford     |        |
| 2024                     | Luca Mozzato         | Dylan Groenewegen    | Gerben Thijssen  |        |
| 2025                     | Edward Theuns        | Luke Lamperti        | Nils Eekhoff     |        |